# 27261 Yushiwang
27261 Yushiwang este un asteroid din centura principală de asteroizi.

## Descriere
27261 Yushiwang este un asteroid din centura principală de asteroizi. A fost descoperit pe 8 decembrie 1999 la Socorro, New Mexico, în cadrul proiectului LINEAR. Asteroidul prezintă o orbită caracterizată de o semiaxă mare de 2,26 ua, o excentricitate de 0,11 și o înclinație de 3,8° în raport cu ecliptica.